# Sabana Grande (paroisse civile)
Pour les articles homonymes, voir Sabana Grande.
Sabana Grande est l'une des trois paroisses civiles de la municipalité de Bolívar dans l'État de Trujillo au Venezuela. Sa capitale est Sabana Grande, chef-lieu de la municipalité.